# Panicum mohavense
Panicum mohavense är en gräsart som beskrevs av John Raymond Reeder. Panicum mohavense ingår i släktet vipphirser, och familjen gräs. Inga underarter finns listade i Catalogue of Life.